# Bieruń Stary Mleczarnia
Bieruń Stary Mleczarnia – nieczynny przystanek kolejowy w Bieruniu, w dzielnicy Bieruń Stary, w województwie śląskim, w Polsce.